# Andrés Guibert
Pour les articles homonymes, voir Guibert.
Andrés Guibert, né le 28 octobre 1968, à La Havane, à Cuba, est un ancien joueur cubain de basket-ball. Il évolue durant sa carrière aux postes d'ailier fort et de pivot.